# Замок Ормонд (Віклоу)
Замок Ормонд (Віклоу) (англ. Ormonde Castle, Arklow Ormonde Castle, ірл. Caisleán na An t-Inbhear Mór) — замок Арклоу Ормонд, кашлен на ан т-Інвер Мор — Замок Великого Гирла Ріки — один із замків Ірландії, розташований у графстві Віклоу. Назва Арклоу походить від давньонорвезького Arnkell-lág — луки чи лагуна Арнкелла. Замок побудований вікінгами в ІХ столітті. Біля замку відбулась одна з найбільш кровопролитних битв під час повстання за незалежність Ірландії 1798 року. Замок стоїть у гирлі річки Авока. Біля замку є старовинний кам'яний міст, що має 19 арок. Це найдовший кам'яний міст ручної роботи Ірландії.

## Історія
Ще до приходу вікінгів на цьому місці було велике укріплене поселення ірландців — рибалок і мореплавців. У давні часи ці землі належали ірландському клану Ва Фіахрах (ірл. Ua Fiachrach), тут було ірландське королівство Ві Енехглайсс (ірл. Ui Enechglaiss). У ІХ столітті селище захопили вікінги, побудували тут фортецю і зробили її своїм центром експансії та торгівлі. Вікінги довгий час вели важку і вперту війну з кланом Ва Фіахрах. Після битви під Клонтарфом у 1014 році замок Арклоу знову взяли під свій контроль Ірландці. Замком знову заволодів клан Ва Фіахрах. У 1103 році в літописах згадується Мак Ярайнн (ірл. Mac Iarainn) — «Син Заліза» — король Ві Енехглайсс та вождь клану Ва Фіахрах. У 1169 році відбулось англо-нормандське завоювання Ірландії. У 1176 році замок захопив норманський феодал Річард де Клер, що був відомий як граф Стронбоу. Але він у тому є році помер. Потім замок Арклоу захопив Теобальд Волтер (пом. 1205) — предок графів Ормонд та роду Батлер. Він отримав грамоту на володіння цим замком від короля Англії Джона Безземельного. Це було порушенням прав спадкоємців Річарда де Клера. Графи Ормонд отримали грамоту на володіння замком Арклоу від короля Англії Генріха ІІ. У 1264 році монахи домініканці отримали біля замку Арклоу велику ділянку землі, яка стала називатися Абейленд. Там вони побудували абатство, яке назвали Пріорат Істинного Хреста. У 1416 році замок Арклоу захопив ірландський ватажок Мак Мурроу — король Лейнстеру. У 1452 році помер IV граф Ормонд, що намагався повернути собі замок Арклоу. У 1525 році Муйріс Кавана Мак Мурроу — король Лейнстеру передав замок Арклоу своєму племіннику Пірсу Батлеру — графу Ормонд.
Під час повстання за незалежність Ірландії та громадянської війни на Британських островах Олівер Кромвель заховив замок Арклоу в 1649 році на шляху до Вексфорда. У 1714 році Джеймс — герцог Ормонд продав замок Арклоу Джону Аллану Стіллоргану з графства Дублін. У 1750 році старша внучка Аллана — Елізабет Аллан вийшла заміж за Джона Пробі, що отримав титул пера в 1752 році як барон Карісфорт з графства Віклоу і вступив у володіння замком Арклоу.
У 1798 році спалахнуло повстання за незалежність Ірландії. 9 червня 1798 року біля замку Арклоу відбулась одна з найбільш кривавих битв цього повстання. Повстанці зітнулися з британською армією. Повстанці були розбиті, людські втрати були величезні.

## Легенди про замок Арклоу
Про замок Арклоу складено чимало легенд. Кажуть, що в замку Арклоу неодноразово бачили банші — потойбічну істоту в подобі жінки. Вона сиділа на камені та зачісувала довге сиве волосся і змушувала всіх дивитися на неї. Побачити банші чи почути її крик в Ірландії вважається дуже поганим знаком, що віщує смерть. Інколи банші відкривала приреченому всі жахливі події, які мають відбутися у світі в майбутньому.
Ще одна легенда замку Арклоу — привид барабанщика. Це маленький хлопчик з барабаном. Він з'являється в замку в говорить, що прийшов виконати роботу, яку не зміг виконати коли він був живий. Колись давно, коли замок контролював англійський гарнізон на замок напав ірландський клан Мак Мурроу. На посту стояв хлопчик барабанщик, який повинен був у випадку небезпеки подати сигнал про напад ворога, але він заснув на посту. За це він поплатився життям — його замурували живцем у стіну замку. З того часу привид хлопчика часто з'являється в замку Арклоу, особливо тоді, коли місту загрожує небезпека з метою вдарити на сполох.
Ще одна легенда про замок Арклоу — легенда про Камінь Бажання. У замку Арклоу є камінь. Якщо обійти навколо каменю три рази і загадати бажання і при цьому в жодному разі не думати про козу, то воно обов'язково збудеться. Але люди, хоч і примушують себе не думати про козу, все одно думки про козу приходять у голову і бажання не збуваються.
Біля замку Арклоу є скеля Брей, яку ще називають Скеля Закоханих. Щороку серед літа або 21 червня на цій скелі з'являється привид жінки вбитої горем. Колись ця жінка зрадила свого чоловіка і він довідашись про це звів рахунки з життям. Після цього жінка кілька днів сиділа на могилі чоловіка, а потім кинусь зі скелі в бурхливу річку.
Біля замку бачили привид леді Кетлін з Глендалоху. Вона з'являлася в червоній сукні, її часто так і називали — «леді в червоні сукні». Цей привид навіть вдалося сфотографувати в 1970-х роках.
У водах Лох-Брей у 1963 році неодноразово бачили якусь дивну істоту, що плавала там. Істота була сірого кольору, чотири метри довжиною. Голова істоти булла на довгій шиї і піднімалась на метр з води.
У 1952 році біля замку з'являвся привид собаки. Вночі жінка верталась додому і до неї підійшов великий чорний собака. Коли жінка спробувала погладити його, то її руки вільно пройшли через собаку — собака виявилась привидом.
Біля замку бачили привид жінки без голови. Колись давно ревнивий наречений підозрював наречену в зраді небезпідставно і відтяв їй голову косою. З того часу в цих місцях інколи з'являється цей моторошний привид.